# Kathleen Hanna
Kathleen Hanna (født 12. november 1968) er en amerikansk musiker, forfatter, feministisk aktivist og en vigtig person i bevægelsen Riot Grrrl i begyndelsen af 1990'erne. Hun var forsanger i punkbandet Bikini Kill og udgav i 1998 et soloalbum under navnet Julie Ruin, der senere udviklede sig til bandet Le Tigre. Siden 2013 har primært optrådt med bandet The Julie Ruin.

## Karriere og privatliv
Kathleen Hanna startede sin karriere som forsanger og sangskriver i bandet Bikini Kill, som blev dannet i Olympia, Washington i 1990. Bandet (som trak sig tilbage i 1998) bestod af udover Kathleen Hanna af guitarist Billy Karren, bassist Kathi Wilcox og trommeslager Tobi Vail. Bandet fik stor succes, bl.a. med den Joan Jett-producerede single "Rebel Girl" i 1993. I 1998 besluttede bandet sig for at holde en pause, men udsendte på trods af dette en række singler 'posthumt'.
Under pausen fra Bikini Kill udgav Hanna i 1997 et soloalbum under navnet Julie Ruin på pladeselskabet Kill Rock Stars. Albummet gik forud for den musik, hun ville komme til at lave med Le Tigre, der i begyndelsen var tænkt som en live-konstellation til Julie Ruin-projektet.
Le Tigre blev dannet i 1998 i New York City og bestod af Kathleen Hanna, Johanna Fateman og Sadie Benning. Senere blev Sadie Benning erstattet af JD Samson. Bandet spillede elektropunk, og selvom det ikke udgav albums efter 2004, gendannedes de igen i 2016, hvor de bl.a. udgav singlen med titlen "I'm With Her", der skulle støtte Hillary Clinton i hendes valgkamp mod Donald Trump.
Kathleen Hannas projekt The Julie Ruin startede i 2009, og inkluderer bl.a. Bikini Kill-medlemmet Kathi Wilcox. Herudover består bandet af Carmine Covelli, Sara Landeau og Kenny Mellman. The Julie Ruin udgav deres første album Run Fast i 2013, og senere Hit Reset i 2016.
Kathleen Hanna har siden 2006 været gift med punksangeren Adam Horovitz, der er forsanger i bandet Beastie Boys.

## Aktivisme og kulturel betydning
Riot Grrrl bevægelsens idé var at skabe en opposition til, hvad de anså for værende, en mandsdomineret og kvindeundertrykkende musikkultur. Bevægelsen sættes ofte i forbindelse med politisk aktivisme og den tredje bølge feminisme. Til koncerter, via flyers, og magasiner mm. skabte bevægelsen rum og steder, hvor kvinder kunne diskutere spørgsmål vedrørende køn, race, seksualitet og ligestilling. Bandet Bikini Kill gjorde sig særligt bemærket ved at skabe tryggere rammer for kvinder ved koncerter, f.eks. ved at bede publikum om vise hensyn til kvinder foran scenen og endda også give kvinder mulighed for at tale om seksuelt misbrug og undertrykkelse til koncerterne. Som forsangeren i punkbandet Bikini Kill var Kathleen Hanna en vigtig del af Riot Grrrls-bevægelsen, og bandets eftermæle og betydning kan spores både inden for og uden for musikindustrien i nutidige fænomener som f.eks. bandet Pussy Riot.

## Diskografi
Bikini Kill
- Revolution Girl Style Now! (1991)
- Pussy Whipped (1993)
- Reject All American (1996)

Julie Ruin
- Julie Ruin (1997)

Le Tigre
- Le Tigre (1999)
- Feminist Sweepstakes (2001)
- This Island (2004)

The Julie Ruin
- Run Fast (2013)
- Hit Reset (2016)